# Friedrich Werner van Oestéren
Friedrich Werner van Oestéren (geborener Rosenbaum; geboren am 18. September 1874 in Berlin; gestorben am 26. Februar 1953 in Weimar ) war ein deutscher Schriftsteller.

## Leben

### Herkunft und Jugend
Van Oestéren war Teil einer jüdischen Familie. Der Vater Adolph Rosenbaum (1830–nach 1876) wuchs in Strenze, Kreis Schildberg in der preußischen Provinz Posen auf, die Mutter Emilie Maria, geborene Fuchs (1851–1919) kam aus Hamburg. Die Schwester Valeska (1871–1947) war eine Bekannte von Rainer Maria Rilke und heiratete später den Afrikaforscher Ludwig von Höhnel, eine weitere Schwester hieß Edith (* 1873).
Die Familie lebte zunächst in Berlin, wo der Vater wahrscheinlich ein Geschäft für Kurzwaren hatte, sie gehörte zur jüdischen Gemeinde.
Um 1877 zog die Mutter mit den Kindern nach Österreich-Ungarn. Sie erwarb das Schloss Veleslavín bei Prag. Der Junge besuchte die Volksschule am Zderaz in Prag-Neustadt und danach das Jesuitencollegium Kalksburg bei Wien. 1883 ließ sich die Familie in Wien römisch-katholisch taufen und nahm den Namen van Oesteren an. 1891 beendete Friedrich Werner das Gymnasium.

### Studium und Militärdienst
Anschließend studierte er Jura in Wien und Prag. 1893 absolvierte er seinen Militärdienst in Galizien und studierte danach weiter in Innsbruck und München. Dort machte er um 1896 Bekanntschaft mit den jungen Schriftstellern Michael Georg Conrad, Ludwig Ganghofer, Ludwig Thoma und Frank Wedekind und entdeckte seine Neigung für die Literatur.
1898 erlitt er eine schwere psychische Krise während der Vorbereitung auf das zweite juristische Examen.

### Schriftsteller und Reisen
Er beschloss nun, als Schriftsteller zu leben und schrieb seinen ersten Roman Merlin.
In dieser Zeit hielt sich Friedrich Werner van Oestéren hauptsächlich auf dem mütterlichen Schloss in Veleslavín auf. Seit 1902 lebte er hauptsächlich in Wien, im Haus der Mutter in der Strohgasse.
1904 unternahm er eine Lesereise durch Österreich. Wahrscheinlich 1907 verkaufte er das Schloss Veleslavín. 1908 reiste er durch Kalabrien in Italien. Seit 1909 lebte er öfter in Dresden, seit 1914 hauptsächlich in München.
1919 heiratete Friedrich Werner die Schauspielerin Lisa Weise und lebte mit ihr seit 1922 in Berlin. Danach gab es verschiedene Aufenthaltsorte im Rheinland, in Hessen, in Thüringen (Weimar?) und in Bayern.

### Emigration und Rückkehr nach Deutschland
1939 floh Friedrich Werner van Oestéren angeblich aus Gestapohaft und verließ danach Deutschland. Er emigrierte über Brüssel nach Amsterdam, wo er als Kunstsachverständiger tätig war.
Etwa seit 1947 lebte er mit seiner Frau Lisa in deren Heimatstadt Weimar, wo er am 26. Februar 1953 starb. (Ein angebliches anderes Sterbejahr 1958 beruht wahrscheinlich auf einem Irrtum).
Friedrich Werner van Oestéren hinterließ keine Nachkommen.

## Schriftstellerisches Werk
Friedrich Werner van Oestéren war offenbar ein erfolgreicher Autor. Er veröffentlichte zahlreiche Romane und Erzählbände. Einige wurden Vorlagen für Theaterstücke oder Stummfilme.
- Merlin, 1900, erster Roman
- Wir, 1901
- Domitian, 1901, danach Theaterstück, aufgeführt mit Adele Sandrock (wann und wo?)[11]
- Schatten im Walde, 1902
- Christus, nicht Jesus, 1906, Roman über Jesuiten (er hatte ein Jesuitencollegium besucht)
- Die Wallfahrt, 1906, Erzählungen
- Der Weg ins Nichts, 1907, Novellen
- Die Exzellenzen, 1909, Erzählungen
- Armes Kalabrien, 1909, Roman über Kalabrienreise von 1908
- Maria mit Musik, 1910, Roman
- Ein junger Mann von Welt, 1911, Roman
- Ein Kriegsurlaub, 1916, Roman über den Ersten Weltkrieg
- Der Schatten der Gorgo, 1916, Roman
- Sie erlauben schon! Galante und ungalante Histörchen, 1917
- Ein reiner Tor, 1917, Roman
- Des Weibes wegen, 1918
- Wie sie lieben. 12 Geschichten aus dem Leben, 1919
- Ein Unthäter, 1919
- Ein Schloß in Frankreich, 1920
- Affenscherze, 1921
- Es wäre besser gewesen, Roman, 1925, Roman
- Die Pflicht zu schweigen, 1927, Roman, verfilmt 1928
- Frau Petra und ihre Töchter, Roman, 1927
- Blut zu Blut, 1928, Roman
- Brand, 1929, Roman
- Eine Miß kommt nach Berlin, 1930, Roman
- Weggefährten, 1931, Roman
- Die Andere bist du, 1932, Roman
- Der schuldige Tod, 1932, Roman

## Filmographie
Drehbuch
- 1922: Tochter Napoleons[12]
- 1923: Die Kette klirrt

Romanvorlage
- 1928: Die Pflicht zu schweigen